# 교황 대관식

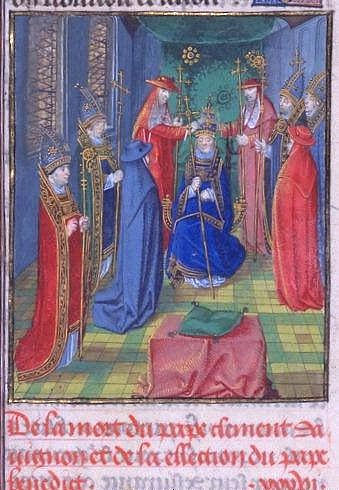

교황 대관식은 새 교황이 교황관을 수여받는 의식이다. 무려 6시간이나 걸리는 대행사이며, 중세부터 현대까지 내려온, 교황의 권위와 신성을 상징하는 예식이다. 기록상 최초의 교황 대관식은 858년 교황 니콜라오 1세의 대관식이다. 1963년 교황 바오로 6세가 대관식을 마지막으로 치렀고, 그의 후임자 요한 바오로 1세가 교회의 화려한 예식들을 대거 축소하며, 대관식은 제례 미사로 바뀌어 지금까지 이어지고 있다.

## 역대 교황의 대관식
| 일자             | 장소          | 교황                    | 주례 추기경                        | 비고 |
| ---------------- | ------------- | ----------------------- | ---------------------------------- | ---- |
| 1143년 10월 3일  | 로마          | 교황 첼레스티노 2세     | 그레고리오 타르퀴니                |      |
| 1144년 3월 12일  | 로마          | 교황 루치오 2세         | 그레고리오 타르퀴니                |      |
| 1145년 3월 14일  | 파르파 수도원 | 교황 에우제니오 3세     | 오도네 보네카세                    |      |
| 1153년 7월 12일  | 로마          | 교황 아나스타시오 4세   | 오도네 보네카세                    |      |
| 1154년 12월 5일  | 로마          | 교황 하드리아노 4세     | 로돌포                             |      |
| 1159년 9월 20일  | 님파          | 교황 알렉산데르 3세     | 오도네 보네카세                    |      |
| 1181년 9월 6일   | 벨레트리      | 교황 루치오 3세         | 테오디노 데 아로네                 |      |
| 1185년 12월 1일  | 베로나        | 교황 우르바노 3세       | 아르디치오 리볼텔라                |      |
| 1187년 10월 25일 | 페라라        | 교황 그레고리오 8세     | 지아친토 보보네 오르시니           |      |
| 1188년 1월 7일   | 피사          | 교황 클레멘스 3세       | 지아친토 보보네 오르시니           |      |
| 1191년 4월 14일  | 로마          | 교황 첼레스티노 3세     | 그라지아노 다 피사                 |      |
| 1198년 2월 22일  | 로마          | 교황 인노첸시오 3세     | 그라지아노 다 피사                 |      |
| 1216년 8월 31일  | 로마          | 교황 호노리오 3세       | 기도 피에를레오네                  |      |
| 1227년 4월 11일  | 로마          | 교황 그레고리오 9세     | 오타비아노 데이 콘티 디 세니       |      |
| 1243년 6월 28일  | 아나니        | 교황 인노첸시오 4세     | 라이니에로 카포치                  |      |
| 1254년 12월 20일 | 나폴리        | 교황 알렉산데르 4세     | 리카르도 안니발데스키              |      |
| 1261년 9월 4일   | 비테르보      | 교황 우르바노 4세       | 리카르도 안니발데스키              |      |
| 1265년 9월 20일  | 비테르보      | 교황 클레멘스 4세       | 리카르도 안니발데스키              |      |
| 1272년 3월 23일  | 로마          | 교황 그레고리오 10세    | 조반니 가에타노 오르시니           |      |
| 1276년 2월 22일  | 로마          | 교황 인노첸시오 5세     | 조반니 가에타노 오르시니           |      |
| 1276년 9월 20일  | 비테르보      | 교황 요한 21세          | 조반니 가에타노 오르시니           |      |
| 1277년 12월 26일 | 로마          | 교황 니콜라오 3세       | 자코모 사벨리                      |      |
| 1281년 3월 23일  | 오르비에토    | 교황 마르티노 4세       | 자코모 사벨리                      |      |
| 1285년 5월 19일  | 로마          | 교황 호노리오 4세       | 조프레도 다 알라트리               |      |
| 1288년 2월 22일  | 로마          | 교황 니콜라오 4세       | 마테오 오르시니 로소               |      |
| 1294년 8월 29일  | 아퀼라        | 교황 첼레스티노 5세     | 마테오 오르시니 로소               |      |
| 1295년 1월 23일  | 로마          | 교황 보니파시오 8세     | 마테오 오르시니 로소               |      |
| 1303년 10월 27일 | 로마          | 교황 베네딕토 11세      | 마테오 오르시니 로소               |      |
| 1305년 11월 14일 | 리용          | 교황 클레멘스 5세       | 나폴레오네 오르시니 프란지파니     |      |
| 1316년 9월 5일   | 리용          | 교황 요한 22세          | 나폴레오네 오르시니 프란지파니     |      |
| 1328년 5월 15일  | 로마          | 대립교황 니콜라오 5세   | 자코모 알베르티                    |      |
| 1335년 1월 8일   | 아비뇽        | 교황 베네딕토 12세      | 나폴레오네 오르시니 프란지파니     |      |
| 1342년 5월 19일  | 아비뇽        | 교황 클레멘스 6세       | 레이몽 기욤 드 파르쥬              |      |
| 1352년 12월 30일 | 아비뇽        | 교황 인노첸시오 6세     | 가일라르 드 라 모트                |      |
| 1362년 11월 6일  | 아비뇽        | 교황 우르바노 5세       | 기욤 드 라 주제                    |      |
| 1371년 1월 3일   | 아비뇽        | 교황 그레고리오 11세    | 리날도 오르시니                    |      |
| 1378년 4월 18일  | 로마          | 교황 우르바노 6세       | 자코모 오르시니                    |      |
| 1378년 10월 31일 | 폰디          | 대립교황 클레멘스 7세   | 오노라토 1세                       |      |
| 1389년 11월 9일  | 로마          | 교황 보니파시오 9세     | 토마소 오르시니                    |      |
| 1394년 10월 11일 | 아비뇽        | 대립교황 베네딕토 13세  | 위그 드 생마르샬                   |      |
| 1404년 11월 11일 | 로마          | 교황 인노첸시오 7세     | 리날도 브란카치오                  |      |
| 1406년 12월 19일 | 로마          | 교황 그레고리오 12세    | 리날도 브란카치오                  |      |
| 1409년 7월 7일   | 피사          | 대립교황 알렉산데르 5세 | 아메데오 살루조                    |      |
| 1410년 5월 25일  | 볼로냐        | 대립교황 요한 23세      | 리날도 브란카치오                  |      |
| 1417년 11월 21일 | 콘스탄스      | 교황 마르티노 5세       | 아메데오 살루조                    |      |
| 1426년 5월 19일  | 페니스콜라    | 대립교황 클레멘스 8세   | 불명                               |      |
| 1431년 3월 11일  | 로마          | 교황 에우제니오 4세     | 알폰소 카를로 데 알보르노스        |      |
| 1440년 6월 24일  | 바젤          | 대립교황 펠릭스 5세     | 루트비히 알레만                    |      |
| 1447년 3월 19일  | 로마          | 교황 니콜라오 5세       | 프로스페로 콜론나                  |      |
| 1455년 4월 20일  | 로마          | 교황 갈리스토 3세       | 프로스페로 콜론나                  |      |
| 1458년 9월 3일   | 로마          | 교황 비오 2세           | 프로스페로 콜론나                  |      |
| 1464년 9월 16일  | 로마          | 교황 바오로 2세         | 니콜로 포르티게라                  |      |
| 1471년 8월 25일  | 로마          | 교황 식스토 4세         | 로드리고 란조르 보르자 이 보르자   |      |
| 1484년 9월 12일  | 로마          | 교황 인노첸시오 8세     | 프란체스코 토데스키니 피콜로미니   |      |
| 1492년 8월 26일  | 로마          | 교황 알렉산데르 6세     | 프란체스코 토데스키니 피콜로미니   |      |
| 1503년 10월 8일  | 로마          | 교황 비오 3세           | 라파엘레 리아리오                  |      |
| 1503년 11월 26일 | 로마          | 교황 율리오 2세         | 라파엘레 리아리오                  |      |
| 1513년 3월 19일  | 로마          | 교황 레오 10세          | 알레산드로 파르네세                |      |
| 1522년 8월 31일  | 로마          | 교황 하드리아노 6세     | 마르코 코나로                      |      |
| 1523년 11월 26일 | 로마          | 교황 클레멘스 7세       | 마르코 코나로                      |      |
| 1534년 11월 3일  | 로마          | 교황 바오로 3세         | 인노첸조 시보                      |      |
| 1550년 2월 22일  | 로마          | 교황 율리오 3세         | 인노첸조 시보                      |      |
| 1555년 4월 10일  | 로마          | 교황 마르첼로 2세       | 장 뒤 벨레                         |      |
| 1555년 5월 26일  | 로마          | 교황 바오로 4세         | 프란체스코 피사니                  |      |
| 1560년 1월 6일   | 로마          | 교황 비오 4세           | 알레산드로 파르네세                |      |
| 1566년 1월 17일  | 로마          | 교황 비오 5세           | 줄리오 펠트레 델라 로베레          |      |
| 1572년 5월 25일  | 로마          | 교황 그레고리오 13세    | 지롤라모 시몬셀리                  |      |
| 1585년 5월 1일   | 로마          | 교황 식스토 5세         | 페르디난도 데 메디치               |      |
| 1590년 12월 8일  | 로마          | 교황 그레고리오 14세    | 안드레아스 폰 오스트리아           |      |
| 1591년 11월 3일  | 로마          | 교황 인노첸시오 9세     | 안드레아스 폰 오스트리아           |      |
| 1592년 2월 9일   | 로마          | 교황 클레멘스 8세       | 프란체스코 스포르차 디 산타 피오라 |      |
| 1605년 4월 10일  | 로마          | 교황 레오 11세          | 프란체스코 스포르차 디 산타 피오라 |      |
| 1605년 5월 29일  | 로마          | 교황 바오로 5세         | 프란체스코 스포르차 디 산타 피오라 |      |
| 1621년 2월 14일  | 로마          | 교황 그레고리오 15세    | 안드레아 바로니 페레티 몬탈토      |      |
| 1623년 9월 29일  | 로마          | 교황 우르바노 8세       | 알레산드로 디 에스테               |      |
| 1644년 10월 4일  | 로마          | 교황 인노첸시오 10세    | 카를로 데 메디치                   |      |
| 1655년 4월 16일  | 로마          | 교황 알렉산데르 7세     | 잔 자코모 테오도로 트리불지오      |      |
| 1667년 6월 26일  | 로마          | 교황 클레멘스 9세       | 리날도 디 에스테                   |      |
| 1670년 5월 11일  | 로마          | 교황 클레멘스 10세      | 프란체스코 마이달치니              |      |
| 1676년 10월 4일  | 로마          | 교황 인노첸시오 11세    | 프란체스코 마이달치니              |      |
| 1689년 10월 16일 | 로마          | 교황 알렉산데르 8세     | 프란체스코 마이달치니              |      |
| 1691년 7월 15일  | 로마          | 교황 인노첸시오 12세    | 우르바노 사체티                    |      |
| 1700년 12월 8일  | 로마          | 교황 클레멘스 11세      | 베네데토 팜필리                    |      |
| 1721년 5월 18일  | 로마          | 교황 인노첸시오 13세    | 베네데토 팜필리                    |      |
| 1724년 6월 4일   | 로마          | 교황 베네딕토 13세      | 베네데토 팜필리                    |      |
| 1730년 7월 16일  | 로마          | 교황 클레멘스 12세      | 로렌조 알티에리                    |      |
| 1740년 8월 21일  | 로마          | 교황 베네딕토 14세      | 카를로 마리아 마리니               |      |
| 1758년 7월 16일  | 로마          | 교황 클레멘스 13세      | 알레산드로 알바니                  |      |
| 1769년 6월 4일   | 로마          | 교황 클레멘스 14세      | 알레산드로 알바니                  |      |
| 1775년 2월 22일  | 로마          | 교황 비오 6세           | 알레산드로 알바니                  |      |
| 1800년 3월 21일  | 베네치아      | 교황 비오 7세           | 안토니오 도리아 팜필리             |      |
| 1823년 10월 5일  | 로마          | 교황 레오 12세          | 파브리지오 루포                    |      |
| 1829년 4월 5일   | 로마          | 교황 비오 8세           | 주세페 알바니                      |      |
| 1831년 2월 6일   | 로마          | 교황 그레고리오 16세    | 주세페 알바니                      |      |
| 1846년 6월 21일  | 로마          | 교황 비오 9세           | 토마소 리아리오 스포르차           |      |
| 1878년 3월 3일   | 로마          | 교황 레오 13세          | 테오돌포 메르텔                    |      |
| 1903년 8월 9일   | 로마          | 교황 비오 10세          | 루이지 마치                        |      |
| 1914년 9월 6일   | 로마          | 교황 베네딕토 15세      | 프란체스코 살레시오 델라 볼페      |      |
| 1922년 2월 12일  | 로마          | 교황 비오 11세          | 가에타노 비슬레티                  |      |
| 1939년 3월 12일  | 바티칸 시국   | 교황 비오 12세          | 카밀로 카치아 도미니오니           |      |
| 1958년 11월 4일  | 바티칸 시국   | 교황 요한 23세          | 니콜라 카날리                      |      |
| 1963년 6월 30일  | 바티칸 시국   | 교황 바오로 6세         | 알프레도 오타비아니                |      |